# Hyršov
Hyršov je malá vesnice, část městyse Všeruby v okrese Domažlice v Plzeňském kraji. Nachází se asi tři kilometry východně od Všerub převážně na pravém, západním břehu Kouby. Je zde evidováno 40 adres. V roce 2011 zde trvale žilo 112 obyvatel.
Hyršov je také název katastrálního území o rozloze 2,36 km².

## Historie
První písemná zmínka o vesnici pochází z roku 1622.

## Obyvatelstvo
| Rok            | 1869 | 1880 | 1890 | 1900 | 1910 | 1921 | 1930 | 1950 | 1961 | 1970 | 1980 | 1991 | 2001 | 2011 | 2021 |
| -------------- | ---- | ---- | ---- | ---- | ---- | ---- | ---- | ---- | ---- | ---- | ---- | ---- | ---- | ---- | ---- |
| Počet obyvatel | 272  | 287  | 241  | 254  | 281  | 251  | 257  | 99   | 114  | 128  | 123  | 142  | 139  | 112  | 94   |
| Počet domů     | 44   | 47   | 45   | 46   | 47   | 47   | 51   | 53   | 56   | 27   | 28   | 30   | 32   | 33   | 33   |

## Obecní správa
Při sčítání lidu v letech 1850–1984 Hyršov byl samostatnou obcí v okrese Domažlice. Od 1. ledna 1985 je částí městyse Všeruby v okrese Domažlice. V letech 1850–1909 a v letech 1950–1984 k obci patřilo Pomezí, v letech 1950–1984 Pláně a v letech 1850–1920 a v letech 1950–1984 také Chalupy.

## Galerie

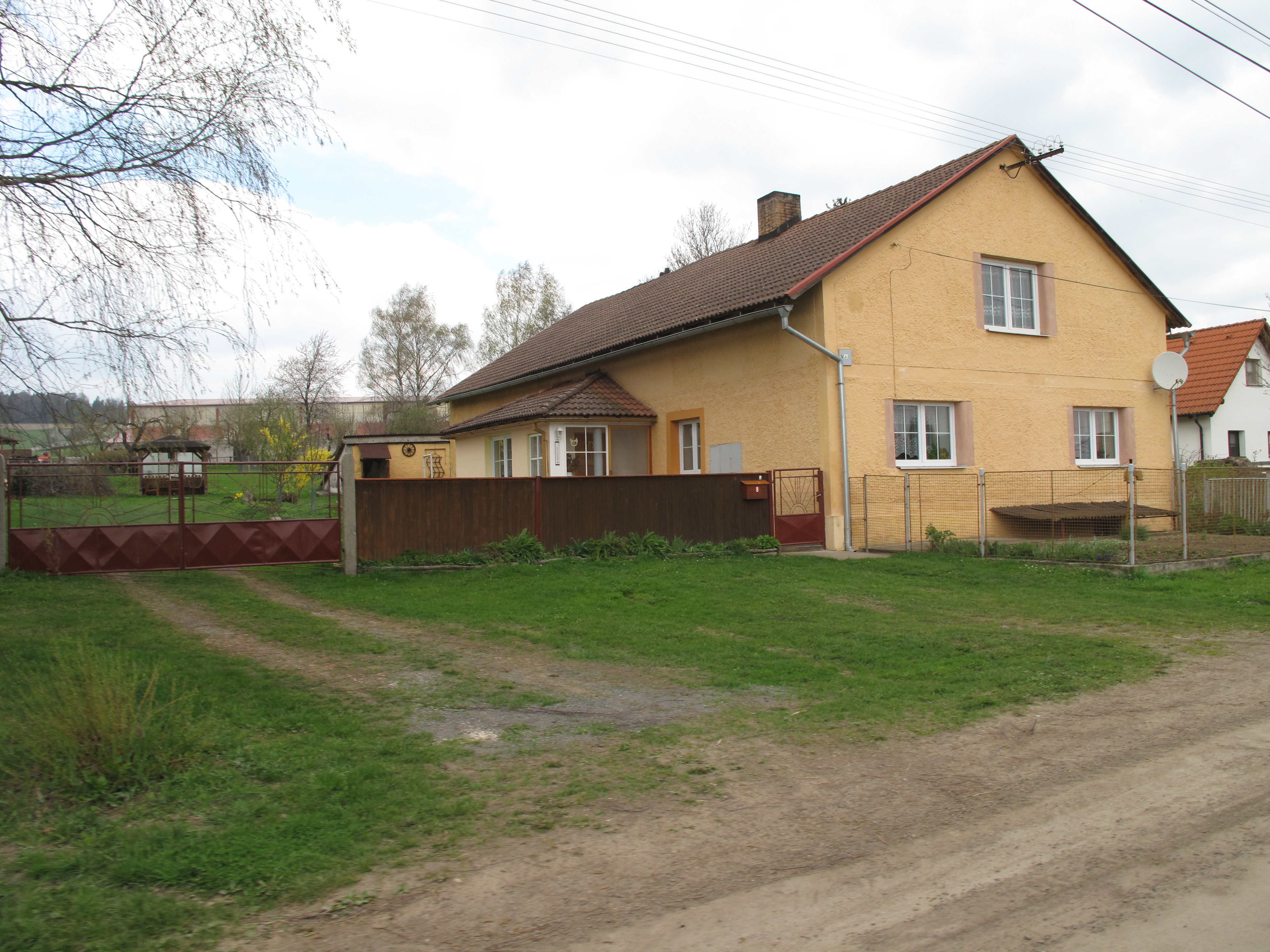
Místní dům
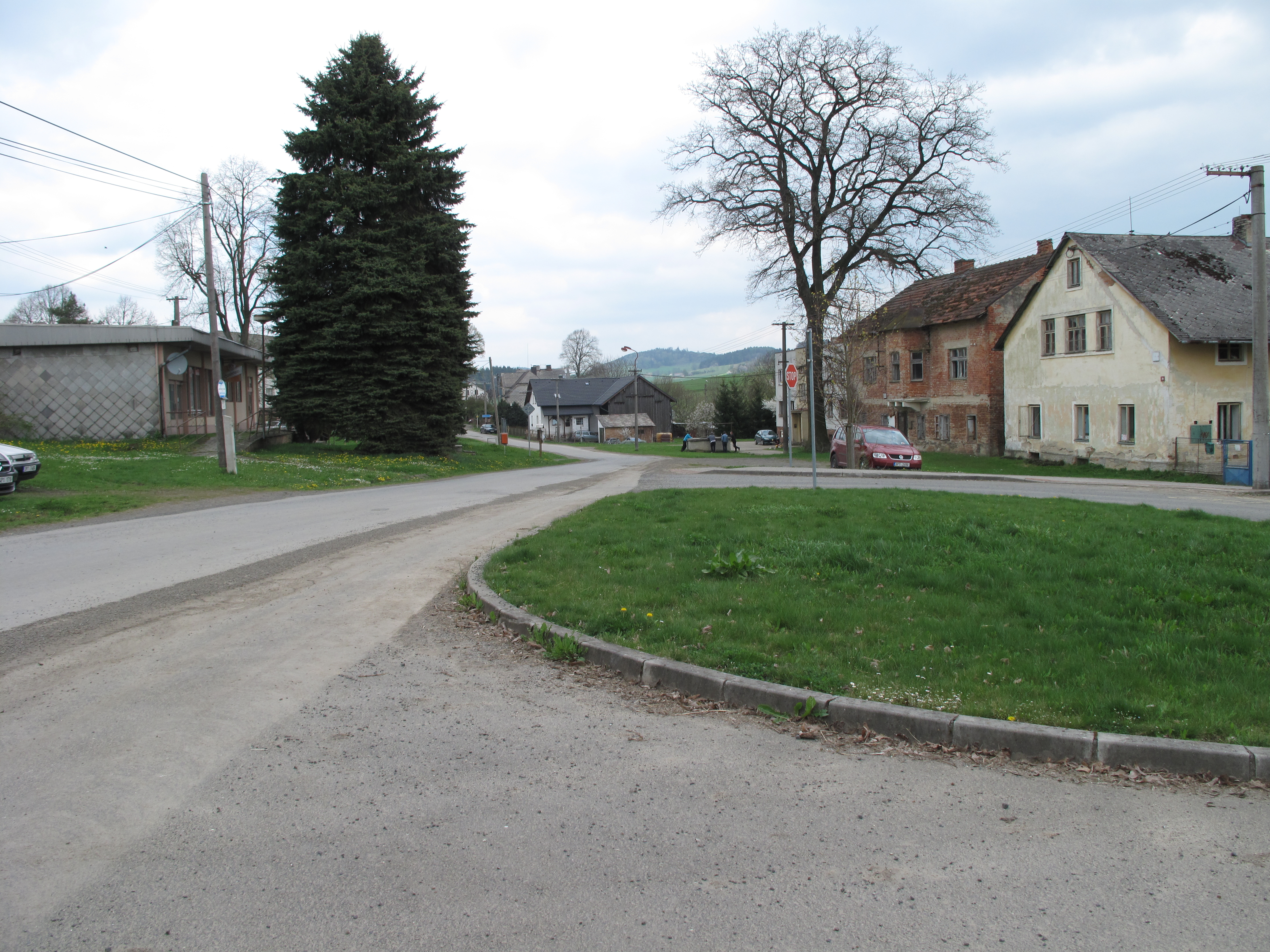
Náves
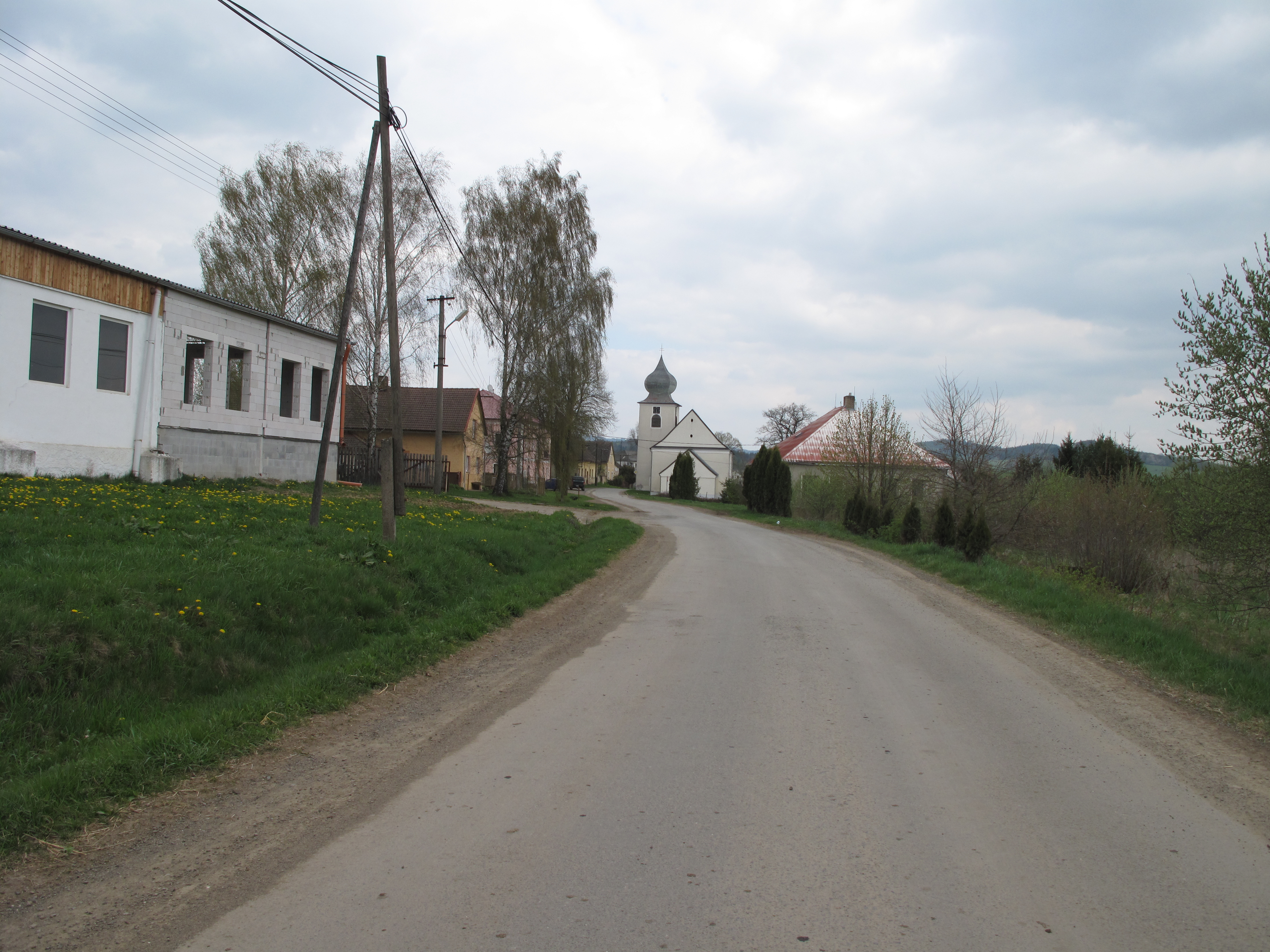
Silnice vedoucí obcí